# Jan-Ulrich Schmidt
Jan-Ulrich Schmidt (* 1976) Künstlername Janus, ist ein deutscher Künstler in den Bereichen Malerei, Fotografie, Video und Plastik.

## Leben
Schmidt war Meisterschüler von Ansgar Nierhoff. Er war 2002 Gründungsmitglied der Künstlergruppe „Kunstlicht“ in Wiesbaden. 2017 unterrichtete er an der Universität Giessen und der Universität Frankfurt am Main, seit 2019 in Zürich.

## Ausstellungen
- 2022  The Holy Art Gallery, London, UK
- 2021 „Farbe absolut“, Galerie sight, Offenbach
- 2020 „curated by... Erhard Witzel“, Galerie Renate Bender, München
- 2019 Inspiration Meisterwerk, Museum Villa Rot
- 2019 Archiv der Anonymen Zeichner, Kunsthaus Kannen und Kurze Nacht der Galerien und Museen, Wiesbaden
- 2018 „Roter Salon“, Museum Villa Rot und „5. Internationaler André Evard-Preis“, Kunsthalle Messmer
- 2018 Art Exklusiv, Galerie Rainer Klimczak, Viersen
- 2017 Auf Einladung, Villa Claudia, Forum für aktuelle Kunst, Feldkirch (Österreich)
- 2016 Der Kern, Neuer Kunstverein Gießen
- 2014 Obsession QuadrART Dornbirn - Ort zeitgenössischer Kunst, Dornbirn (Österreich)
- 2013 Tierstücke - der Sammlung SOR Rusche - Museum Abtei Liesborn, Wadersloh
- 2011 Leistungsschau, Kunsthalle am Hamburger Platz, Berlin
- 2011 (be)deuten, 48h Neukölln, Frieda Martha Tannhäuser-Projekt, Berlin
- 2010 10×10 - 30 Jahre Kunstverein Siegen e.V., Kunstverein Siegen Gruppenausstellung
- 2010 something old, something new, something borrowed, something blue / Kunstlicht 6, Kunsthalle m3, Berlin
- 2008 Company, Galerie Witzel, Wiesbaden Einzelausstellung/Katalog
- 2008 Zwischenstand, Ausstellung der Künstlermitglieder des Württembergischen Kunstvereins Gruppenausstellung
- 2008 company, EINblicke VIII, Galerie Erhard Witzel, Wiesbaden Einzelausstellung
- 2008 Gipfeltreffen, Kommunale Galerie Mörfelden Gruppenausstellung/Katalog
- 2008 Emy-Roeder-Preis – Junge Rheinland-Pfälzer Künstlerinnen und Künstler, Kunstverein Ludwigshafen Gruppenausstellung/Katalog
- 2008 Unter Tausen, Galerie Haas, Ingolstadt Gruppenausstellung
- 2007 im Augenblick, Nassauischer Kunstverein, Wiesbaden
- 2005 Atelier - Klass, Kunstverein Ludwigshafen
- 2004 54 × 37 × 27, Kunstverein Wilhelmshöhe, Ettlingen
- 2004 Klasse-Atelier, Dům umění|Museum der Stad Brünn, Brno, Tschechien
- 2004 Zeitgleich - Zeitzeichen, Haus der Kunst, Wiesbaden